# Jim Popp
Pour les articles homonymes, voir Jim et Popp.
Jim Popp (né le 21 décembre 1964 à Elkin en Caroline du Nord) est un joueur, entraîneur et dirigeant de football américain et de football canadien. Il a remporté cinq coupes Grey à titre de directeur-général dans la Ligue canadienne de football.

## Biographie
Jim Popp était le directeur général de l'équipe de football canadien des Alouettes de Montréal, membre de la division Est de la Ligue canadienne de football (LCF). Il a été entraîneur en chef de l'équipe de novembre 2006 jusqu'à la fin de la saison 2007. En 2008, il décide d'embaucher l'entraîneur Marc Trestman à titre d'entraîneur en chef.
Au cours de sa carrière d'entraîneur, Jim Popp a mené les Alouettes en séries éliminatoires à deux reprises et à deux championnats de la Coupe Grey en 2009 et 2010. Depuis le 1er août 2013, il est redevenu l'entraîneur en chef des Alouettes de Montréal, après avoir lui-même congédié Dan Hawkins.